# Mercedes-Benz Bank Polska
Mercedes-Benz Bank Polska S.A. w likwidacji (d. D.E.G. Bank Secesyjny, BWR Bank Secesyjny, DaimlerChrysler Services (debis) Bank Polska S.A., DaimlerChrysler Bank Polska S.A.) – bank uniwersalny działający de facto jako specjalistyczny bank samochodowy z siedzibą w Warszawie, działający od 1999, w likwidacji od 2022.

## Historia
W 1999 DaimlerChrysler poprzez spółkę zależną DaimlerChrysler Services (debis AG) zakupił 100% akcji BWR Banku Secesyjnego za 22,5 mln zł od Banku Współpracy Regionalnej. Bank nie posiadał wówczas klientów ani placówek. Rywalem DaimlerChrysler w procesie zakupu banku był koncern Daewoo. Bank rozpoczął działalność polegającą na finansowaniu zakupów pojazdów przez osoby fizyczne i prawne oraz finansowaniem inwestycji w nieruchomości przez dilerów marki Mercedes-Benz i innych spółek z grupy kapitałowej w Polsce.
W 2000 zmienił nazwę na DaimlerChrysler Services (debis) Bank Polska S.A., w 2005 na DaimlerChrysler Bank Polska S.A. oraz w 2008 na Mercedes-Benz Bank Polska S.A.
W 2007 otworzył oddział zagraniczny w Grecji, zamknięty w 2017.
W 2018 odwołał swoją strategię polegającą na zwiększaniu portfela kredytów udzielonych, a w 2019 zaprzestał zawierania nowych umów z klientami, z uwagi na decyzję właściciela o stopniowym wygaszaniu działalności. Umowy z podmiotami gospodarczymi zostały przeniesione do spółki Mercedes-Benz Leasing Polska Sp. z o.o., a umowy z osobami fizycznymi do Mercedes-Benz Financial Services Sp. z o.o., spółek z tej samej grupy kapitałowej. Spółki te kontynuują finansowanie tych podmiotów i prowadzą nową sprzedaż produktów finansowych.
W styczniu 2022 rada nadzorcza banku podjęła uchwałę o rozpoczęciu likwidacji banku. Bankiem zarządzają wskazani przez radę nadzorczą likwidatorzy.